# There's Always Vanilla
There's Always Vanilla es una película estadounidense de 1971 dirigida por George A. Romero. Se trata de su única comedia romántica y de una de las pocas películas del director que no están relacionadas con el apocalipsis zombi o con otro tipo de terror sobrenatural. 

## Sinopsis
Chris Bradley (Raymond Laine) es un soldado retirado que se convirtió en un vagabundo y que obtiene dinero tocando la guitarra en la calle. Chris regresa a Pittsburgh para visitar a su padre. Luego de tener una charla con él en un bar de la ciudad y de visitar a su antigua novia Terri Terrific (Johanna Lawrence), el señor Bradley le pide a Chris que abandone su estilo de vida bohemio y que empiece a trabajar con él en su fábrica, algo que Chris no está muy dispuesto a hacer.

## Reparto
- Raymond Laine - Chris Bradley
- Judith Ridley - Lynn Harris
- Johanna Lawrence - Terri Terrific
- Richard Ricci - Michael Dorian
- Roger McGovern - Roger Bradley
- Ron Jaye - Fox
- Bob Wilson - Ejecutivo de televisión
- Louise Sahene - Samantha
- Christopher Priore - Chris Junior (hijo de Terri)
- Robert Trow - Ralph
- Bryson Randolph - Señor Manspeaker
- Val Stanley - Director comercial
- Vincent D. Survinski - Repartidor
- Eleanor Schirra - Señora Harris
- S. William Hinzman - Borracho

## Recepción
Calificada por Romero como su peor película y calificada como «un completo desastre» la película obtiene unas valoraciones regulares en los portales de información cinematográfica. En IMDb obtiene una puntuación de 5,1 sobre 10.con 529 valoraciones. En Rotten Tomatoes, con 437 puntuaciones, obtiene una calificación de fresco para el 24%. En metacritic.com obtiene una valoración de 48 sobre 100.

"Posiblemente la película más oscura del especialista en terror independiente George A. Romero (...) es esta pequeña comedia romántica de 1972, también conocida como The Affair, sobre un tipo que va contra el sistema (Ray Laine) que se realaciona con una mujer que actúa en anuncios de televisión (Judith Streiner). Una de las pocas películas de Romero escritas por otra persona (Rudolph J. Ricci), tiene buen ojo para el tipo de vida poco glamorosa de la clase media que rara vez se ve en las películas estadounidenses (...), y es muy evocador de principios de los 70."
Jonathan Rosenbaum (The Chicago Reader) 